# Daniela Berger
Daniela Berger geb. Dietrich (* 25. August 1956) ist eine Schweizer Tänzerin und Politikerin.

## Sport
Daniela Berger wuchs in Baden auf. Sie wurde zwischen 1972 und 1984 achtmal Schweizer Meisterin in den lateinamerikanischen Tänzen, zusammen mit ihrem Partner Viktor Berger. Zwischen 1981 und 1984 holte sie mit ihm zusammen in dieser Disziplin die Bronzemedaille bei den Europa- und Weltmeisterschaften.
Heute ist sie als Tanzlehrerin und Trainerin tätig. Sie gründete, zusammen mit Irene Rothenfluh, Viktor Berger, Hans-Jürg Forrer und Ursula Dietrich, eines der grössten Tanzzentren der Schweiz und wirkt dort bis heute als Geschäftsführerin. Daneben ist sie Mitglied in verschiedenen Tanzverbänden und fungiert regelmässig als Wertungsrichterin an Europa- und Weltmeisterschaften.
Am 1. September 2007 war sie neben Sascha Ruefer Co-Moderatorin am Eurovision Dance Contest für das Schweizer Fernsehen.

## Politik
Schon der Vater von Daniela Berger, der Jurist Rudolf Dietrich (1922–1992), war Politiker. Er war einer der ersten Einwohnerratspräsidenten der Stadt Baden und Mitglied in der Freisinnig-Demokratischen Partei.
1997 trat Daniela Berger der SP bei. Von 1997 bis 2001 war sie im Einwohnerrat der Stadt Baden. Von 2002 bis 2015 war sie Stadträtin (Exekutive) von Baden und stand dem Ressort Kultur für 14 Amtsjahre vor.
Seit Februar 2020 steht sie als neue Präsidentin dem 1969 gegründeten Aargauer Kuratorium vor. Bereits ihre Mutter, Elsbeth Dietrich-Lätt (1926–2020), hatte in den 1980er Jahren als Mitglied des Kuratoriums gewirkt.